# Monika Finotti
Monika Finotti (* 1955) ist eine österreichische Schauspielerin.
Finotti war in einigen österreichischen Kinofilmen zu sehen. Schwerpunkt ihrer schauspielerischen Tätigkeit war jedoch das Fernsehen, wo Finotti vor allem in Fernsehserien spielte. Häufig wurde sie dabei in Serien mit süddeutschem, oberbayerischem oder österreichischem Hintergrund eingesetzt. Als ihre erste Filmarbeit führt die Filmdatenbank IMDb den Kurzfilm Der Termin aus dem Jahr 1994. 
Bekanntheit erlangte Finotti insbesondere durch ihre durchgehende Serienhauptrolle als Heidi Mähr in der österreichischen Fernsehserie Julia – Eine ungewöhnliche Frau. Sie spielte von 1999 bis 2003 die Ehefrau des Landwirts Max Mähr und war die Geliebte des Bürgermeisters Martin Reidinger (Franz Buchrieser), mit dem sie einen gemeinsamen Sohn hat.
Finotti hatte Episodenrollen und Gastrollen u. a. in den Fernsehserien Kaisermühlen Blues (1996; als Frau Horrak), Kommissar Rex (2001; als Bordellchefin und Puffmutter Eva Kowalski), Medicopter 117 – Jedes Leben zählt (2001; als Ehefrau und Unfallopfer Angelika Sauter) und SOKO Wien (2006; als Prostituierte). 
Mehrfach war sie zwischen 2001 und 2015 in der Krimiserie SOKO Kitzbühel zu sehen. In der Folge Kajak in den Tod (2005) spielte sie Gudrun Stelzer, die Mutter einer Kajak-Spitzensportlerin und Inhaberin einer Forellenzucht. 2006 war sie in der Folge Tod einer Hexe als Verena Kubelik zu sehen; sie spielte die Mutter einer jungen Ärztin. 2010 verkörperte sie in der Folge Herzflimmern die Ärztin Dr. Eva Huber und 2015 in der Folge Mülltaucher die reiche aus München stammende Nachbarin und Zeugin Anneliese Welty.
In dem österreichischen Kinofilm Anfang 80 (2011) spielte sie neben Karl Merkatz und Christine Ostermayer eine kleine Rolle als Geriatrieschwester Ruth.
Finotti lebt in Wien.

## Filmografie (Auswahl)
- 1994: Der Termin (Kurzfilm)
- 1996: Kaisermühlen Blues (Fernsehserie; Folge: Freud und Leid)
- 1997: Qualtingers Wien (Kinofilm)
- 2001: Kommissar Rex (Fernsehserie; Folge: Mörderisches Spielzeug)
- 2001: Trautmann (Fernsehserie; Folge: Nichts ist so fein gesponnen)
- 2001: Medicopter 117 – Jedes Leben zählt (Fernsehserie; Folge: Die einzige Zeugin)
- 1999–2003: Julia – Eine ungewöhnliche Frau (Serienhauptrolle)
- 2001/2005/2006/2010/2015: SOKO Kitzbühel (Fernsehserie; insg. 5 Folgen)
- 2006: Die Alpenklinik (Fernsehfilm)
- 2006: SOKO Wien (Fernsehserie; Folge: Ein mörderischer Plan)
- 2010: Seine Mutter und ich (Fernsehfilm)
- 2011: Anfang 80 (Kinofilm)